# Belaphotroctes ghesquierei
Belaphotroctes ghesquierei är en insektsart som beskrevs av André Badonnel 1949. Belaphotroctes ghesquierei ingår i släktet Belaphotroctes och familjen boklöss. Inga underarter finns listade i Catalogue of Life.